# 韦卡斯
韦卡斯，是西班牙卡斯蒂利亚-拉曼恰托莱多省的一个市镇。总面积27平方公里，总人口502人（2001年），人口密度19人/平方公里。